# Sosane wahrbergi
Sosane wahrbergi är en ringmaskart som först beskrevs av Eliason 1955.  Sosane wahrbergi ingår i släktet Sosane och familjen Ampharetidae. Inga underarter finns listade i Catalogue of Life.